# Fred Noseworthy
Fred Noseworthy, född 2 maj 1871, död 25 februari 1942, var en friidrottare från Kanada. Han deltog vid olympiska sommarspelen 1908.